# Hölderstetigkeit
Die Hölderstetigkeit (nach Otto Hölder) ist ein Konzept der Mathematik, das vor allem in der Theorie der partiellen Differentialgleichungen von zentraler Bedeutung ist. Sie ist eine Verallgemeinerung der Lipschitzstetigkeit.

## Definition
Sei {\displaystyle U\subset \mathbb {R} } offen und {\displaystyle 0<\alpha \leq 1}. Eine Abbildung {\displaystyle f\colon U\rightarrow \mathbb {R} } heißt hölderstetig zum Exponenten {\displaystyle \alpha } genau dann, wenn eine positive reelle Zahl {\displaystyle C} existiert, so dass für alle {\displaystyle x,y\in U} gilt:
{\displaystyle \vert f(x)-f(y)\vert \leq C\vert x-y\vert ^{\alpha }}.
Allgemeiner heißt eine Funktion {\displaystyle f\colon \Omega \subset E\rightarrow F} zwischen zwei metrischen Räumen {\displaystyle (E,d_{E})} und {\displaystyle (F,d_{F})} hölderstetig mit Exponent {\displaystyle \alpha } und Konstante {\displaystyle C}, falls für alle {\displaystyle x,y\in \Omega }
{\displaystyle d_{F}(f(x),f(y))\leq C(d_{E}(x,y))^{\alpha }}
gilt.

## Beispiel
Für {\displaystyle 0<\alpha \leq 1} ist die Funktion {\displaystyle f\colon {[0,\infty [}\rightarrow \mathbb {R} } mit {\displaystyle f(x)=x^{\alpha }} hölderstetig zum Exponenten {\displaystyle \alpha } mit Konstante {\displaystyle C=1}, denn für {\displaystyle 0<x<y} ergibt sich {\displaystyle 1-{\frac {x^{\alpha }}{y^{\alpha }}}\leq 1-{\frac {x}{y}}\leq {\bigg (}1-{\frac {x}{y}}{\bigg )}^{\alpha }},
also {\displaystyle \vert x^{\alpha }-y^{\alpha }\vert \leq \vert x-y\vert ^{\alpha }}.

## Eigenschaften
- Die Definition ergibt im Spezialfall {\displaystyle \alpha =1} die Lipschitzstetigkeit. Insbesondere ist also jede lipschitzstetige Funktion auch hölderstetig.
- Hölderexponenten außerhalb von {\displaystyle (0,1]} werden üblicherweise nicht betrachtet. Im Falle von {\displaystyle \alpha =0} erhielte man so beschränkte, aber nicht notwendigerweise stetige Funktionen. Im Falle {\displaystyle \alpha >1} erfüllen nur konstante Funktionen die Bedingung aus der Definition.
- Jede hölderstetige Funktion ist gleichmäßig stetig: Setze für gegebenes {\displaystyle \varepsilon >0} etwa {\displaystyle \delta :=(\varepsilon /C)^{1/\alpha }}. Dann folgt aus {\displaystyle |x-y|\leq \delta } wie gewünscht {\displaystyle |f(x)-f(y)|\leq \varepsilon }.
- Nicht jede gleichmäßig stetige Funktion ist hölderstetig. Dies zeigt folgendes Beispiel: Sei {\displaystyle a\in (0,1)} eine beliebig gewählte Konstante. Die auf dem Intervall {\displaystyle [0,a]} gemäß
{\displaystyle f(x):=\left\{{\begin{array}{cl}-1/\ln x&{\text{für }}0<x\leq a\\0&{\mbox{bei }}x=0\end{array}}\right.}
definierte Funktion {\displaystyle f} ist laut Satz von Heine gleichmäßig stetig. Wäre sie auch hölderstetig, dann gäbe es Konstanten {\displaystyle C>0} und {\displaystyle \alpha \in (0,1]} mit {\displaystyle f(x)\leq Cx^{\alpha }} für alle {\displaystyle x\in (0,a]}, also insbesondere
{\displaystyle C\geq \lim \limits _{x\downarrow 0}{\frac {-x^{-\alpha }}{\ln x}}=\lim \limits _{x\downarrow 0}\alpha x^{-\alpha }}
laut Regel von de L’Hospital, was einen Widerspruch ergibt.